# Mari-Louise Wernersson
Ann Mari-Louise Wernersson, född 18 maj 1965 i Räpplinge församling i Kalmar län, är en svensk politiker (centerpartist). Hon var kommunstyrelsens ordförande (kommunalråd) i Falkenbergs kommun 2006–2018.
Wernersson är ordförande för Centerkvinnorna sen 2025.
Mari-Louise Wernersson är gift med företagaren Magnus Wernersson.